# Mess Lake
Mess Lake är en sjö i Kanada.   Den ligger i provinsen British Columbia, i den centrala delen av landet, 3 900 km väster om huvudstaden Ottawa. Mess Lake ligger 703 meter över havet. Arean är 1,8 kvadratkilometer. Den sträcker sig 4,4 kilometer i nord-sydlig riktning, och 0,8 kilometer i öst-västlig riktning.
Trakten runt Mess Lake är nära nog obefolkad, med mindre än två invånare per kvadratkilometer.